# 1676 en philosophie
Chronologie de la philosophie
- 1672
- 1673
- 1674
- 1675
- 1676
- 1677
- 1678
- 1679
- 1680

L’année 1676 a été marquée, en philosophie, par les événements suivants :

## Naissances
- 21 juin à Heston, près de Londres : Anthony Collins (mort le 13 décembre 1729), est un libre penseur et philosophe anglais.

## Décès
- Claude Pithoys (né en 1587 à Vitry-le-François) ancien franciscain, converti au protestantisme en 1632, géographe, professeur réputé de philosophie et de droit à l'Académie de Sedan. C'est le prédécesseur de Pierre Bayle.

- 13 janvier à Caen : André Graindorge, né en 1616 à Caen, est un philosophe français.